# Olheiros de Água Doce
Os Olheiros de Água Doce são nascentes de água doce que brotam do areal e no mar apenas visíveis durante a maré baixa. Durante a maré-baixa os olheiros borbulham através da areia na praia.

## Localização
Os Olheiros de Água Doce, são mais de cem, encontram-se em Olhos de Água (concelho de Albufeira) entre a Praia dos Olhos de Água, caminhando para nascente até à Praia do Barranco das Belharucas.

## Os Olheiros na história
"Bulicame" que significa "fonte termal" em italiano, relaciona os olheiros em Olhos d'Água aos genoveses, venezianos e sicilianos, que nos séculos XIII, XIV e XV demandavam a costa algarvia para a pesca do atum e da baleia e iam aos Olhos d’Água (ou seja ao bulicame que existia no areal) carregar a indispensável água potável.
Quando os Mouros foram expulsos da Iberia e começaram as cruzadas na costa Algarvia, esta foi muito atacada pelos povos do Norte de África, o que justificou a construção de um vasto sistema defensivo, onde se inclui a Torre da Medronheira,o Forte de São João, o Forte de Vale Longo (Praia da Rocha Baixinha), entre outros, tendo os habitantes das povoações costeiras se deslocado mais para Norte, onde se inclui (presume-se) a população que haveria junto à Praia de Olhos de Água, e que fundaram o actual Boliqueime. O sufixo português "-queime" substituí o falso sufixo italiano "-came", exprimindo assim o sentido do adjetivo "termal".
Nota: Presume-se que este grande olheiro onde os genoveses, venezianos e sicilianos, durante os séculos XIII, XIV e XV se abasteciam de água, será o actual olheiro conhecido por Olheiro do Navio e que já se encontra totalmente submerso, inclusive durante a maré baixa.

Antigamente as pessoas bebiam e lavavam a roupa neles. A foto de baixo apresenta três Olheiros, o maior está no canto superior esquerdo, em baixo está o Olheiro da Cabra, porque antigamente elas iam lá beber água.